# Jag kommer inte in
Jag kommer inte in är en låt av den svenska punkrockgruppen Noice. Låten släpptes som den åttonde låten på deras album Tonårsdrömmar släppt 1979. 
"Jag kommer inte in" skrevs av basisten Peo Thyrén och före detta gitarristen Robert Liman.
Låten finns med på samlingsalbumen Flashback Number 12, Svenska popfavoriter och 17 klassiker.

## Musiker
- Hasse Carlsson – sång/gitarr
- Peo Thyrén – elbas
- Freddie Hansson – klaviatur
- Robert Klasen – trummor